# 위키함수
위키함수(Wikifunctions, 위키펑션스)는 소스 코드의 생성, 수정 및 재사용을 가능하게 하는 컴퓨터 함수의 공동 편집 카탈로그이다. 이는 구조화된 데이터를 사용하여 언어 독립적인 버전의 위키백과를 만드는 위키데이터의 확장인 추상 위키백과와 밀접한 관련이 있다. 2020년 12월 22일 명명 콘테스트 이후 위키함수(Wikifunctions)의 최종 이름인 위키람다(Wikilambda)라는 임시 이름이 발표되었다. 위키함수는 2012년 위키데이터 이후 처음으로 출시되는 위키미디어 프로젝트이다. 3년 간의 개발 끝에 위키함수는 2023년 7월에 공식적으로 출시되었다.